# شعب هوانيا

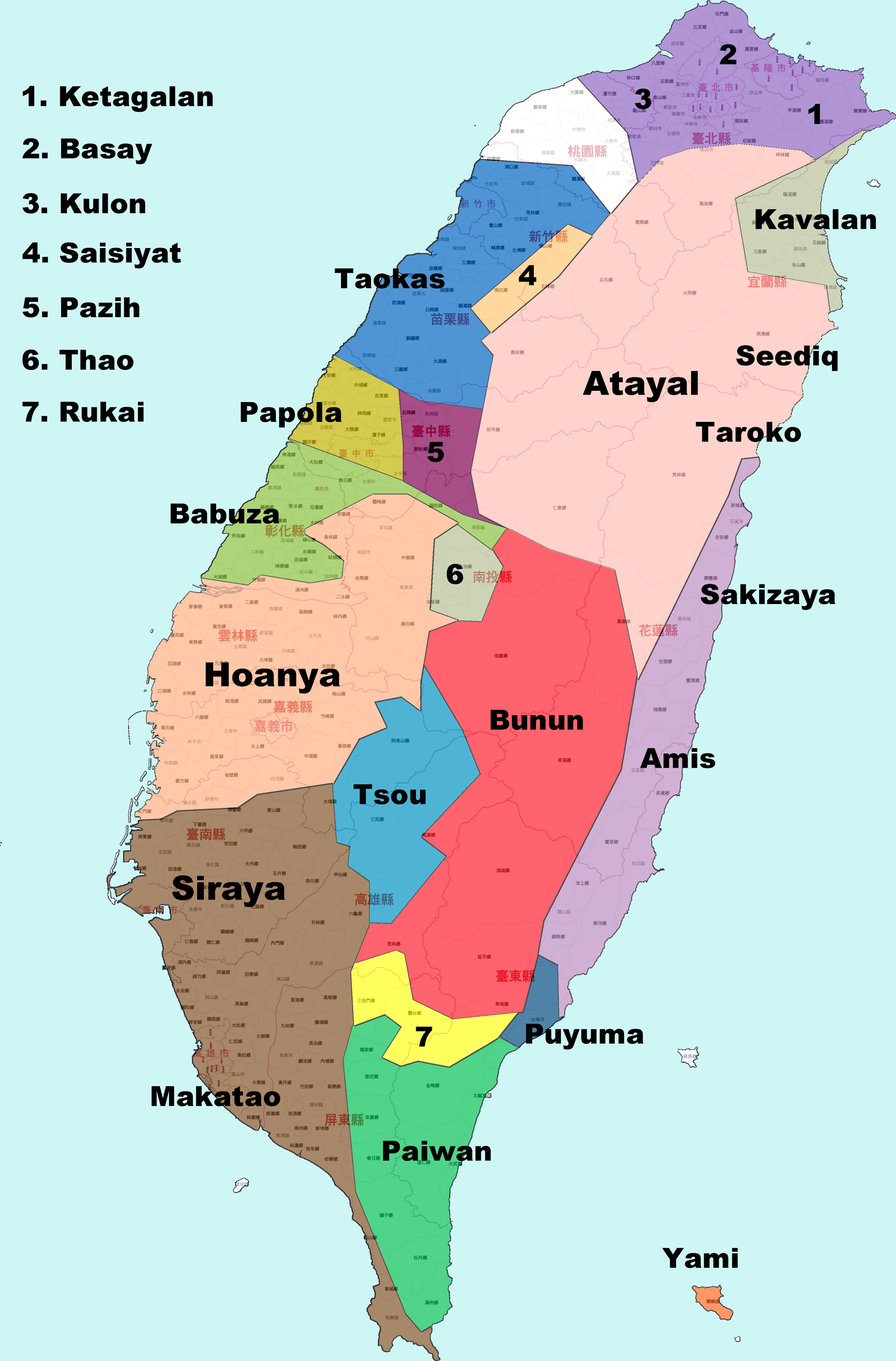
شعب هوانيا يعيش في المناطق الساحلية الوسطى من تايوان.

شعب هوانيا (洪雅族) هم مجموعة من السكان الأصليين في تايوان، ويعيشون بشكل رئيسي في مقاطعة تشانغوا، مدينة تشيايي، مقاطعة نانتو، وبالقرب من مدينة تاينان.
لغتهم، لغة هوانيا، انقرضت الآن.
يُعتبر كل من شعب لوا وشعب أريكون جزءًا من شعب هوانيا بشكل عام.

## أصل التسمية
يقترح علماء مثل كايم آنغ أن اسم هوانيا يأتي من لهجة تايوانية هوكيين Hoan-iá (番仔)، والتي تعني حرفيًا "البرابرة". استخدم هذا المصطلح في الأصل من قبل الهان الصينيين للإشارة إلى غير الصينيين، وخاصة السكان الأصليين في تايوان وجنوب شرق آسيا.
احتفظ اسم الشعب بلاحقة قديمة -iá (仔) في هوكيين، والتي جاءت في الأصل من شكل ضعيف من kiáⁿ أو káⁿ (囝)، والتي تبقى اليوم في اللهجة على شكل اللاحقة -á (仔). يظهر المصطلح Huán-nià (番仔) في قاموس Dictionario Hispanico Sinicum (1626-1642).
في اللهجة التايوانية الحديثة، أصبح المصطلح Hoan-á (番仔) يحمل دلالة ازدرائية للإشارة إلى السكان الأصليين التايوانيين عمومًا أو إلى أي شخص يُعتبر غير معقول. ومع ذلك، فإن نفس المصطلح Huan-a يحمل دلالات مختلفة في مجتمعات أخرى ناطقة باللهجة الهوكيينية، مثل فوجيان (الصين)، الفلبين، ماليزيا، سنغافورة، وإندونيسيا.